# Décès en 1277
Décès
- 1273
- 1274
- 1275
- 1276
- 1277
- 1278
- 1279
- 1280
- 1281

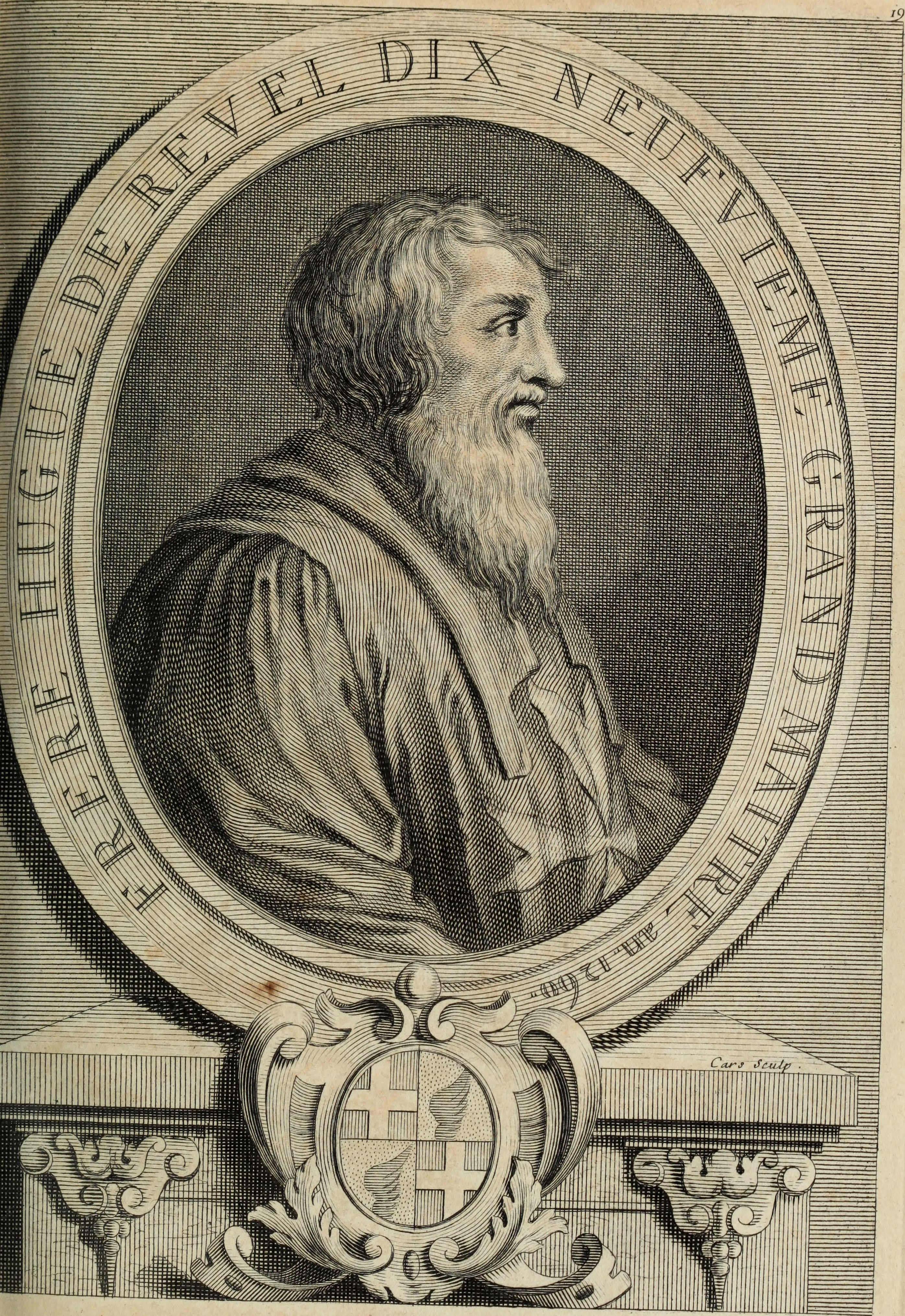
Hugues Revel, mort en 1277.

Cette page dresse une liste de personnalités mortes au cours de l'année 1277 :
- 7 février : Simone Paltineri, cardinal-prêtre de Ss. Silvestro e Martino ai Monti.
- 29 mars : Bertran de Saint-Martin, évêque de Fréjus puis d'Avignon, archevêque d'Arles et cardinal.
- 11 mai : Brian Ruaidh Ó Briain, roi de Thomond.
- 14 mai : Nicolas Ier de Mecklembourg-Werle, prince de Mecklembourg-Rostock et prince de Mecklembourg-Werle.
- 20 mai : Jean XXI, pape, il meurt accidentellement de la chute d’un plafond.
- 11 juin : Hōjō Tokimori, deuxième Rokuhara Tandai minamikata  (chef de la sécurité intérieure à Kyoto).
- 1er juillet : Baybars, sultan mamelouk bahrite d'Égypte.
- 14 juillet : Humbert de Romans, prédicateur dominicain.
- 1er août : Alice de Piémont, noble de la maison de Savoie.
- 27 août : Marguerite de Bourgogne, vicomtesse de Limoges[1].
- 17 octobre : Béatrice de Falkenbourg, reine des Allemands.
- 26 octobre : Mastino della Scala, premier représentant de la dynastie des Scaliger à avoir établi son pouvoir à Vérone.
- 13 décembre : Jean de Brunswick-Lunebourg, duc de Brunswick et Lunebourg puis prince de Lunebourg.

- Abû `Abd Allah Muhammad al-Mustansir, sultan hafside de Tunis.
- Al-Nawawi, ou Al-Imam Muîn ad-Dîn Abu Zakariya Yahya ibn Sharaf ibn Marri ibn Hasan ibn Husayn ibn Hizam ibn Muhammad ibn Jumuah An-Nawawi,  considéré parmi les grands commentateurs du hadith, il est en outre un des piliers de l’école juridique chaféiste.
- Robert V d'Auvergne, comte d'Auvergne.
- Balian d'Ibelin, seigneur d'Arsouf.
- Luc de Jérusalem, martyr, canonisé par l’Église orthodoxe.
- Hugues Revel,  20e supérieur de L'Hospital de l'ordre de Saint-Jean de Jérusalem et le premier à porter le titre de grand maître.
- Humbert de Romans, religieux dominicain français du XIIIe siècle, devenu maître de l'ordre des frères prêcheurs.
- Guillaume de Salicet, moine dominicain lombard et premier grand médecin-chirurgien d'Europe occidentale.
- Alice de Savoie, abbesse de l'Abbaye de Saint-Pierre-les-Nonnains de Lyon.
- Ulrich de Strasbourg, théologien dominicain.
- Philippe de Toucy, croisé français.
- Guillaume de Tripoli, religieux dominicain et célèbre prédicateur.
- Érard de Vallery, connétable de Champagne, compagnon de Saint Louis et chambrier de France.
- Konstantin Ier Tikh Asen, empereur (tsar) de Bulgarie.
- Madog ap Gruffydd II, prince du nord du Powys.
- Mu'in ad-Din Suleyman, dit Pervâne ou Parwâna, un des vizirs les plus influents de la dynastie des Seldjoukides de Roum.
- Trần Thái Tông, empereur du Đại Việt (ancêtre du Viêt Nam).
- Giovanni Visconti, cardinal italien.

## Crédit d'auteurs
- Cet article est partiellement ou en totalité issu de l'article intitulé « 1277 » (voir la liste des auteurs).